# Överbyn, Torsby kommun
Överbyn är en ort i Vitsands socken i Torsby kommun i norra Värmland. Fram till och med år 2000 klassade SCB Överbyn som en småort.